# Ерих фон Манштајн
Ерих фон Манштајн (Берлин, 24. новембар 1887 — Икинг, 10. јун 1973) је био један од најважнијих команданата немачких оклопних јединица током Другог светског рата, добивши чин фелдмаршала, иако никад није био припадник Нацистичке партије.
У Првом светском рату официр, борио се на западном, источном и српском (1915—1916) фронту. У Другом светском рату учествује у нападу на Пољску 1939. као командант штаба Рундштетове Групе армија Југ. Фон Манштајн, заједно са Гердом фон Рундштетом, је дошао на идеју плана освајања Француске путем офанзиве кроз Ардене.
Против Совјетског Савеза је командовао војском која се кретала ка Криму и Лењинграду док није добио команду Групе армија југ. На овој позицији извојевао је велике победе модерног ратовања против бројчано и материјално супериорних совјетских јединица, успео је да одбије напад свеже совјетске офанзиве после Стаљинградске битке али није успео у ослобађању опкољене Шесте армије код Стаљинграда. Успео је да поновно освоји град Харков од Совјета 1943.
Због неслушања Хитлерових команди и коришћења модернијих начина ратовања отпуштен је из војске 1944. године. Године 1949. је на британском војном суду осуђен на 18 година затвора због ратних злочина, међутим пуштен је после 4 године због медицинских разлога.
Манштајн је после рата негирао знање о холокаусту, али је у току рата спроводио сурове мере одмазде против Јевреја и партизана на окупираним територијама.

## Ратна служба

### 1939—1940 Пољска и Француска
Почевши рат као начелник штаба Групе Армија Југ током Пољске кампање, Ерих фон Манштајн држао је чин генерал-потпуковника. Након капитулације Пољске, био је пребачен на западно бојиште за акцију против Француске. Противио се почетном ратном плану - копији Шлифеновог плана из Првог светског рата - и предложио свој властити (Манштајнов план), који је предлагао коришћење тактике муњевитог рата којом би се изоловао велики део савезничких снага у Белгији и северној Француској те их присилио на предају. Наишао је на големи отпор код виших немачких заповедника, све док није план презентовао директно Адолфу Хитлеру, који је био одушевљен и претворио план (мало модификовани) у службени. У то је време „унапређен“ (заправо макнут ради петљања у планове) у заповедништво на терену, где је заповедао 38. армијским корпусом. Невероватан успех његова плана значио је капитулацију Француске у рекордном року и његово унапређење у генерала и донео му Гвоздени крст.

### 1941—1942 Барбароса и Крим
За Операцију Барбароса, Манштајн је заповедао 56. оклопним корпусом који је напредовао најдубље унутар територија Совјетског Савеза прва два дана рата.
Пред крај 1941, Манштајн је постављен за заповедника 11. Армије која је имала за задатак заузети Крим. Снаге које су му дане на заповедање - ослабљена војска (уз помоћ једне румунске војске) без тенкова и с мало ваздухопловства - била је недовољна да заузме тешко утврђени Крим (и тврђаву Севастопољ - тада једну од најјачих на свету), али је до краја године ипак преузео контролу над читавим Кримом са изузетком самог Севастопоља. Совјети су покушали противофанзиву током зиме - укључујући и амфибијско искрцавање на три тачке источног Крима - чиме су привремено зауставили немачко напредовање, али је следеће године Манштајн добио појачање и заузео Севастопољ. За награду, бива унапређен у чин фелдмаршала.
Тада је постављен за заповедника Лењинградског бојишта. На овој позицији није остао дуго, али је одбио неколико тешких напада већих Совјетских снага.

### 1943. Стаљинград, Харков, Курск
Битка за Стаљинград довела је до катастрофе када су немачке снаге опкољене пред сам крај 1942. године. Хитер поставља Манштајна за заповедника снага за деблокаду Стаљинграда. Упркос слабим снагама и невероватној моћи непријатеља, Манштајн доспева до 50 km од града. Међутим, Хитлерова инсистирања на ненапуштању положаја и оклевање заповедника 6. армије Фридриха Паулуса, довела је до тога да је деблокада пропала и град је пао натраг у совјетске руке.
Немци су сада били у општем повлачењу, што је Манштајн - као заповедник Јужног бојишта - најјаче осећао. Направивши тактичко повлачење, потом јаки противудар, потпуно је зауставио Совјетску офанзиву у Трећој бици за Харков.
Тај је успех омогућио Немцима да се прегрупишу и лансирају велику офанзиву (Битка код Курска), која је пропала јер су Совјети добили информације о томе месецима раније и припремили јаку одбрану. Пропаст офанзиве гурнула их је натраг на повлачење које ће трајати до врата Берлина.

### 1944. Крај рата
Водио је активну и способну кампању повлачења на јужном бојишту током 1944. године. Током повлачења, нанео је веће губитке непријатељу него што су их Немци задобили. Но упркос томе, немачке снаге су тешке поразе, а то је увелико била заслуга и највећег Манштајнова противника, совјетског маршала Георгија Жукова.
Крајем 1943. и почетком 1944, немачке снаге на Источној бојишници, углавном оне под Манштајновим заповедништвом, доживљавају два тешка пораза у Житомирско-бердичевској операцији, те Корсуњско-шевченковској операцији. Те две совјетске офанзиве су тешки порази немачких трупа на Источном бојишту. Коначно је стратегијски фронт Манштајнових трупа расечен у још једној великој совјетској офанзиви.
Фон Манштајн је био један од ретких генерала који се нису бојали супротставити Хитлеру када је ситуација захтевала. Више пута је игнорисао директне наредбе и надгласавао Фирера када је то требало, а овај је то толерисао јер му је Манштајн био врло потребан. Међутим, Хитлер је коначно изгубио стрпљење 1944. године и отпустио га из војске - за разлику од већине осталих генерала које је отпустио, то се одиграло часно: није отпуштен, него „пензионисан“.

## После рата
Године 1949. нашао се на Британском војном суду због ратних злочина на инсистирање Совјетског Савеза. Главнина оптужби сводила се на злогласну Комесарску наредбу којом је немачко заповедништво препоручило да се комунистички политички комесари (припадници НКВДа које је Стаљин доделио војним јединицама да осигурају оданост и осујете могућа повлачења) убију на месту заробљавања без суђења. Чињеница је да наредба није била обвезујућа, а Манштајнов је штаб наводно то издао као наредбу, што је технички ратни злочин. Олакшавајућа је околност (на што се он и позивао током суђења) да су комесари носили наоружање, а цивилну одећу (тј. нису носили униформе), чиме нису заштићени ратним правима, већ се сматрају не-регуларном војском без права. Друга главна оптужба односила се на „Рајхенау наредбу“ којом је речено да су партизани и Јевреји једно те исто, те се војници позивају на то да им не показују милост. Фон Манштајн је био један од мањине заповедника који је својевољно подупро ту наредбу. Његова одбрана је била да се не сећа да је икада дао такву наредбу.
У одбрани је успео побити већину оптужби, али не све, па је осуђен на 18 година затвора, које су после смањене на 12, али је пуштен после 4 године због здравствених разлога.
Након пуштања био је саветник новој Немачкој војсци Бундесверу.
Умро је у Икингу у Баварској, 10. јуна 1973. године.